# Вонвал (Куявсько-Поморське воєводство)
Вонвал (пол. Wąwał) — село в Польщі, у гміні Любень-Куявський Влоцлавського повіту Куявсько-Поморського воєводства.
Населення — 109 осіб (2011).
У 1975-1998 роках село належало до Влоцлавського воєводства.

## Демографія
Демографічна структура станом на 31 березня 2011 року:
|          | Загалом | Допрацездатний вік | Працездатний вік | Постпрацездатний вік |
| -------- | ------- | ------------------ | ---------------- | -------------------- |
| Чоловіки | 55      | 8                  | 40               | 7                    |
| Жінки    | 54      | 9                  | 32               | 13                   |
| Разом    | 109     | 17                 | 72               | 20                   |